# Prilipac
Prilipac (Servisch cyrillisch Прилипац) is een plaats in de Servische gemeente Požega. De plaats telt 341 inwoners (2002).